# Governo Bayrou
Il governo Bayrou è il quarantaseiesimo governo della Quinta Repubblica francese, in carica dal 13 dicembre 2024, sotto la presidenza di Emmanuel Macron.
Si è insediato in seguito alle dimissioni di Michel Barnier dalla carica di Primo ministro, sfiduciato a causa dell’approvazione di una mozione di censura.
I ministri hanno prestato giuramento il 23 dicembre 2024.

## Storia

### Formazione
In seguito all’approvazione, in data 4 dicembre, di una mozione di sfiducia nei confronti del Governo Barnier, per il paese si è nuovamente palesato, come ampiamente previsto, un significativo periodo di incertezza, caratterizzato da lunghe negoziazioni e difficoltà in tutto il processo di formazione, complice la complessa situazione parlamentare derivante dalle elezioni legislative dello stesso anno ed i vincoli imposti dalla Legge fondamentale.
In tale contesto, dunque, nonostante il Presidente della Repubblica, Emmanuel Macron, avesse promesso la nomina di un nuovo Primo ministro entro pochi giorni dalla sfiducia, in realtà tale atto, avendo il Presidente deciso di esaminare scrupolosamente ogni candidato nel mentre che le negoziazioni con le forze politiche andavano avanti (conscio della necessità di evitare una nuova mozione di sfiducia, trattando dunque sia con parti del Nuovo Fronte Popolare (NFP) che, soprattutto, con il forte Rassemblement National (RN) di Marine Le Pen), è avvenuto solo il 13 dicembre con la nomina del leader di Movimento Democratico (MoDem), François Bayrou.
Tale nomina, dunque, pur essendo stato recepita senza giubili dalle fazioni dell’Assemblea nazionale, ha comunque portato ad un’apertura moderata del Rassemblement National (RN) ed in parte anche dalle fazioni più moderate del Nuovo Fronte Popolare (NFP), sebbene con riserve e molta cautela, facendo sì che il governo potesse avere, almeno sulla carta, un minimo spazio di manovra, salvo poi vedere tali aperture ridimensionarsi di molto (pur sopravvivendo, eventualmente, in una forma di appoggio passivo) per alcune discordanze di vario tipo.
Alla fine, dopo la nomina di Bayrou, i ministri sono stati nominati solo il 23 dicembre, dopo molti giorni d’attesa. Le nomine, nonostante una consistente ricerca di equilibrio tra centro-sinistra e centro-destra (che ha portato alla nomina di molti ex-ministri dell’area di area macronista, ma anche di alcuni indipendenti e di altri ideologicamente affini ad ambo gli schieramenti), sono state criticate sia dalla sinistra (soprattutto per lo spostamento a destra) sia in parte dalla destra (soprattutto per l’influenza di alcune parti politiche nelle nomine). Il governo è entrato in carica il medesimo giorno.

### Primo tentativo di censura ed apertura di RN e PS alla “non-sfiducia”
Il 16 gennaio 2025, in seguito al primo tentativo di mozione di sfiducia dopo le dichiarazioni programmatiche generali del governo (tenute dal Primo ministro il precedente 14 gennaio), poiché il capo del governo ha aperto alla possibilità di revisionare l’assai criticata riforma delle pensioni dell’anno precedente, i socialisti (insieme ad altri dissidenti) hanno deciso di astenersi dalla votazione, unendosi così al Rassemblement National (RN) ed all’Unione delle Destre per la Repubblica (UDR), già intenzionati a non votare la mozione (al fine di “dare tempo al Premier” e permettere l’attuazione di una riforma elettorale proporzionale e di forti misure contro l’immigrazione illegale), e facendo così sopravvivere l’esecutivo.

### Ritorno del PS all’opposizione
Il 19 febbraio, frustrati dai mancati progressi sulle promesse e, nello specifico, dalle grandi concessioni fatte dal Governo al Rassemblement National (RN), i deputati del Partito Socialista (PS) ritirano il loro appoggio al governo, presentando una mozione di sfiducia. Essa, tuttavia, fu respinta proprio grazie al supporto dei rimanenti partiti politici tra cui Libertà, Indipendenza, Oltremare, Territori (LIOT), ormai alleato fisso dell’esecutivo, sebbene in solo Appoggio esterno.

## Compagine di governo

### Appartenenza politica
L'appartenenza politica dei membri del Governo alla sua formazione è la seguente:
| Partito | Partito                                           | Presidente | Ministri | Ministri delegati | Totale |
| ------- | ------------------------------------------------- | ---------- | -------- | ----------------- | ------ |
|         | Movimento Democratico                             | 1          | 1        | 1                 | 3      |
|         | Renaissance                                       | -          | 6        | 8                 | 14     |
|         | I Repubblicani                                    | -          | 2        | 5                 | 7      |
|         | Indipendenti                                      | -          | 2        | 2                 | 4      |
|         | Unione dei Democratici e degli Indipendenti       | -          | -        | 2                 | 2      |
|         | Horizons                                          | -          | 1        | 1                 | 2      |
|         | Federazione Progressista (Divers gauche-Ensemble) | -          | 1        | 1                 | 2      |
|         | Divers droite                                     | -          | 1        | -                 | 1      |
|         | Partito Radicale                                  | -          | -        | 1                 | 1      |
| Totale  | Totale                                            | 1          | 14       | 21                | 36     |

### Situazione parlamentare
Al pari del precedente, poiché la Costituzione della Francia non la dispone come obbligatoria per l’esecutivo, questo governo non si è sottoposto ad una esplicita mozione di fiducia e, per questo motivo, il grafico seguente è frutto di dichiarazioni ufficiali dei partiti e delle loro posizioni durante le questioni di fiducia o le mozioni di sfiducia.
Al momento della formazione dell’esecutivo, il 13 dicembre 2024:
| Camera              | Collocazione | Partiti                                                                                                | Seggi     |
| ------------------- | ------------ | --- | --------- |
| Assemblea Nazionale | Governo      | ENS (166): RE (99), MoDem (36), HOR (31); Altri (47): LR (47)                                          | 212 / 577 |
| Assemblea Nazionale | Opposizione  | NFP (193): LFI (72), SOC (66), ECO (38), GDR (17); Altri (172): RN (126), LIOT (22), UDR (16), N-I (7) | 365 / 577 |

Al momento della prima mozione di sfiducia, il 16 gennaio 2025:
| Camera              | Collocazione | Partiti                                                                                         | Seggi     |
| ------------------- | ------------ | ----------------------------------------------------------------------------------------------- | --------- |
| Assemblea Nazionale | Governo      | ENS (166): RE (99), MoDem (36), HOR (31); Altri (47): LR (47)                                   | 212 / 577 |
| Assemblea Nazionale | Astensione   | NFP (61): SOC (58), ECO-D. (2), GDR-D. (1); Altri (171): RN (126), LIOT (22), UDR (16), N-I (7) | 232 / 577 |
| Assemblea Nazionale | Opposizione  | NFP (133): LFI (72), ECO (36), GDR (16), SOC-D. (8)                                             | 133 / 577 |

Al momento del ritorno del Partito Socialista all’opposizione, in occasione di una mozione di sfiducia del 19 febbraio 2025:
| Camera              | Collocazione | Partiti                                                       | Seggi     |
| ------------------- | ------------ | ------------------------------------------------------------- | --------- |
| Assemblea Nazionale | Governo      | ENS (163): RE (96), MoDem (36), HOR (33); Altri (47): LR (47) | 212 / 577 |
| Assemblea Nazionale | Astensione   | RN (123), LIOT (23), UDR (16), N-I (11)                       | 173 / 577 |
| Assemblea Nazionale | Opposizione  | NFP (192): LFI (71), SOC (66), ECO (38), GDR (17)             | 192 / 577 |

## Composizione
| Ufficio del Primo ministro                                               | Ufficio del Primo ministro | Ufficio del Primo ministro | Ufficio del Primo ministro      | Ufficio del Primo ministro | Ufficio del Primo ministro |
| Carica                                                                   | Titolare                   | Titolare                   | Titolare                        | Ministri delegati | Ministri delegati |
| ------------------------------------------------------------------------ | -------------------------- | -------------------------- | ------------------------------- | --- | --- |
| Primo ministro                                                           |                            |                            | François Bayrou (MoDem)         | - Aurore Bergé (RE) Incaricata dell’uguaglianza tra donne e uomini e della lotta contro la discriminazione - Patrick Mignola (MoDem) Incaricato dei rapporti con il Parlamento - Sophie Primas (LR-NÉ) Portavoce del Governo | - Aurore Bergé (RE) Incaricata dell’uguaglianza tra donne e uomini e della lotta contro la discriminazione - Patrick Mignola (MoDem) Incaricato dei rapporti con il Parlamento - Sophie Primas (LR-NÉ) Portavoce del Governo |
| Ministeri                                                                |                            |                            |                                 | | |
| Ministri                                                                 | Ministri                   | Ministri                   | Ministri                        | Ministri delegati o affiancati | Segretari di Stato |
| Ministro di Stato Educazione nazionale, Insegnamento superiore e Ricerca |                            |                            | Élisabeth Borne (RE)            | Philippe Baptiste (IND) Incaricato dell'insegnamento superiore e della ricerca | Carica non assegnata |
| Ministro di Stato Oltremare                                              |                            |                            | Manuel Valls (RE)               | Carica non assegnata | Carica non assegnata |
| Ministro di Stato Giustizia e Guardasigilli                              |                            |                            | Gérald Darmanin (RE)            | Carica non assegnata | Carica non assegnata |
| Ministro di Stato Interno                                                |                            |                            | Bruno Retailleau (LR)           | François-Noël Buffet (LR) | Carica non assegnata |
| Lavoro, Salute, Solidarietà e Famiglie                                   |                            |                            | Catherine Vautrin (RE)          | - Astrid Panosyan-Bouvet (RE) Incaricata del lavoro e dell’impiego - Yannick Neuder (LR) Incaricato della salute e dell’accesso alle cure - Charlotte Parmentier-Lecocq (HOR) Incaricata dell'autonomia e della disabilità | Carica non assegnata |
| Economia, Finanze e Sovranità industriale e digitale                     |                            |                            | Éric Lombard (IND)              | - Amélie de Montchalin (RE) Incaricata dei conti pubblici - Marc Ferracci (RE) Incaricato dell’industria e dell’energia - Véronique Louwagie (LR) Incaricata del commercio, dell’artigianato, delle PMI, dell'economia sociale e solidale - Clara Chappaz (IND) Incaricata dell'intelligenza artificiale e della digitalizzazione - Nathalie Delattre (PR) Incaricata del turismo | Carica non assegnata |
| Forze armate                                                             |                            |                            | Sébastien Lecornu (RE)          | Patricia Mirallès (RE) Incaricata della difesa | Carica non assegnata |
| Cultura                                                                  |                            |                            | Rachida Dati (DVD)              | Carica non assegnata | Carica non assegnata |
| Gestione del territorio e Decentralizzazione                             |                            |                            | François Rebsamen (DVG-FP)      | - Valérie Létard (UDI) Incaricata degli alloggi - Françoise Gatel (UDI) Incaricata della ruralità - Philippe Tabarot (LR) Incaricato dei trasporti - Juliette Méadel (DVG-FP) Incaricata delle città | Carica non assegnata |
| Europa ed Affari esteri                                                  |                            |                            | Jean-Noël Barrot (MoDem)        | - Laurent Saint-Martin (RE) Incaricato del commercio con l'estero e dei Francesi all'estero - Benjamin Haddad (RE) Incaricato dell'Europa - Thani Mohamed Soilihi (RE) Incaricato della francofonia e dei partenariati internazionali | Carica non assegnata |
| Transizione ecologica, Biodiversità, Foreste, Mare e Pesca               |                            |                            | Agnès Pannier-Runacher (RE-TdP) | Carica non assegnata | Carica non assegnata |
| Agricoltura e Sovranità alimentare                                       |                            |                            | Annie Genevard (LR)             | Carica non assegnata | Carica non assegnata |
| Sport e Vita associativa                                                 |                            |                            | Marie Barsacq (IND)             | Carica non assegnata | Carica non assegnata |
| Funzione pubblica, Semplificazione e Trasformazione dell’azione pubblica |                            |                            | Laurent Marcangeli (HOR-CCB)    | Carica non assegnata | Carica non assegnata |

### Esplicative
1. ↑  RE - MoDem - HOR - PR - DVG - DVD.
2. ↑  La data si riferisce alla nomina del Primo ministro Bayrou; l'entrata in carica degli altri membri è avvenuta il 23 dicembre.
3. 1 2 3  Viene riportata la situazione parlamentare solo di questa camera (e non anche del Senato) poiché solo quest'ultima ha il potere di controllare il rapporto di fiducia con l'esecutivo.
4. 1 2 3  Comprende anche G.s e Gé.
5. 1 2  Questi partiti, ufficialmente ed originariamente all’opposizione, hanno deciso di supportare il governo in occasione della mozione di censura per un puro gesto di collaborazione politica reciproca, purché negoziata e comunque non in pianta stabile.

### Bibliografiche
1. ↑  (FR) Le Président de la République a nommé M. François Bayrou Premier ministre, et l’a chargé de former un Gouvernement, su elysee.fr, Presidenza della Repubblica Francese, 13 dicembre 2024.
2. ↑   È caduto il governo francese, Il Post, 4 dicembre 2024.
3. ↑   La crisi politica francese potrebbe durare a lungo, Il Post, 3 dicembre 2024.
4. ↑   Che opzioni ha ora Macron, Il Post, 5 dicembre 2024.
5. ↑   Macron nominerà un nuovo primo ministro, Il Post, 5 dicembre 2024.
6. ↑   Cresce l'attesa per la nomina del nuovo premier, ANSA, 12 dicembre 2024.
7. ↑   Francia: i possibili successori del premier Barnier, Rai News, 5 dicembre 2024.
8. ↑   Macron fa breccia nella gauche, i socialisti trattano, ANSA, 7 dicembre 2024.
9. ↑   Marine Le Pen non ha mai avuto così tanto potere, Il Post, 6 dicembre 2024.
10. ↑   In Francia François Bayrou è stato nominato primo ministro, Il Post, 13 dicembre 2024.
11. ↑   A chi piace François Bayrou?, Il Post, 14 dicembre 2024.
12. ↑   François Bayrou non ha iniziato bene, Il Post, 19 dicembre 2024.
13. ↑   In Francia c’è un nuovo governo, il quarto in un anno, Il Post, 23 dicembre 2024.
14. ↑   C’è ancora la riforma delle pensioni al centro del dibattito politico in Francia, Il Post, 14 gennaio 2025.
15. ↑   Francia, i socialisti non voteranno la sfiducia a Bayrou, ANSA, 15 gennaio 2025.
16. ↑   Si salva il governo Bayrou, respinta la mozione di sfiducia voluta da Melenchon, Rai News, 16 gennaio 2025.
17. ↑  (FR) François Bayrou échappe à une 6e motion de censure, le PS évoque des propos "grossier", France24, 19 febbraio 2025.